# NGC 1650
NGC 1650 é uma galáxia elíptica (E) localizada na direcção da constelação de Eridanus. Possui uma declinação de -15° 52' 12" e uma ascensão recta de 4 horas, 45 minutos e 11,4 segundos.
A galáxia NGC 1650 foi descoberta em 1886 por Frank Leavenworth.